# Ferhadija-Moschee

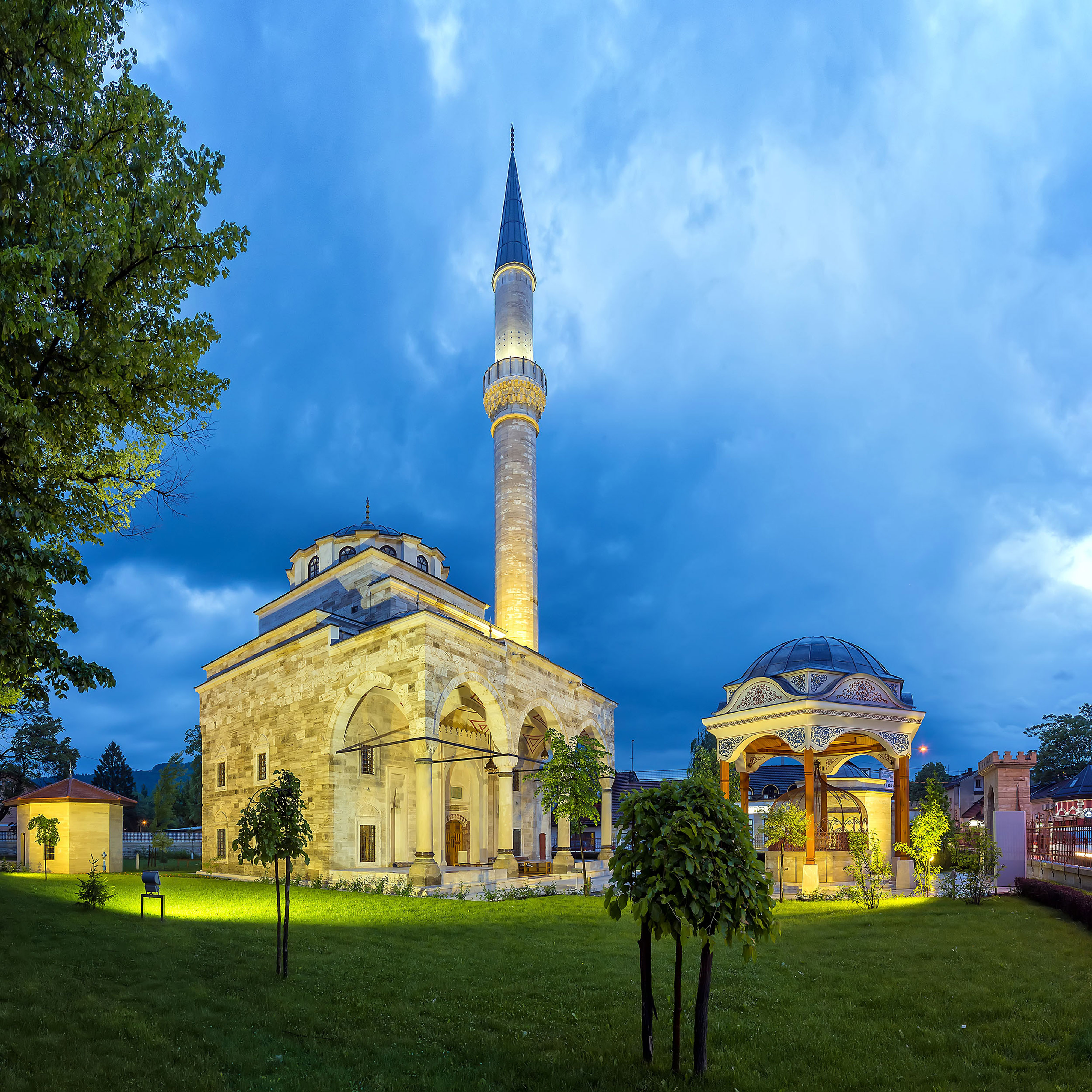
Die Ferhadija-Moschee

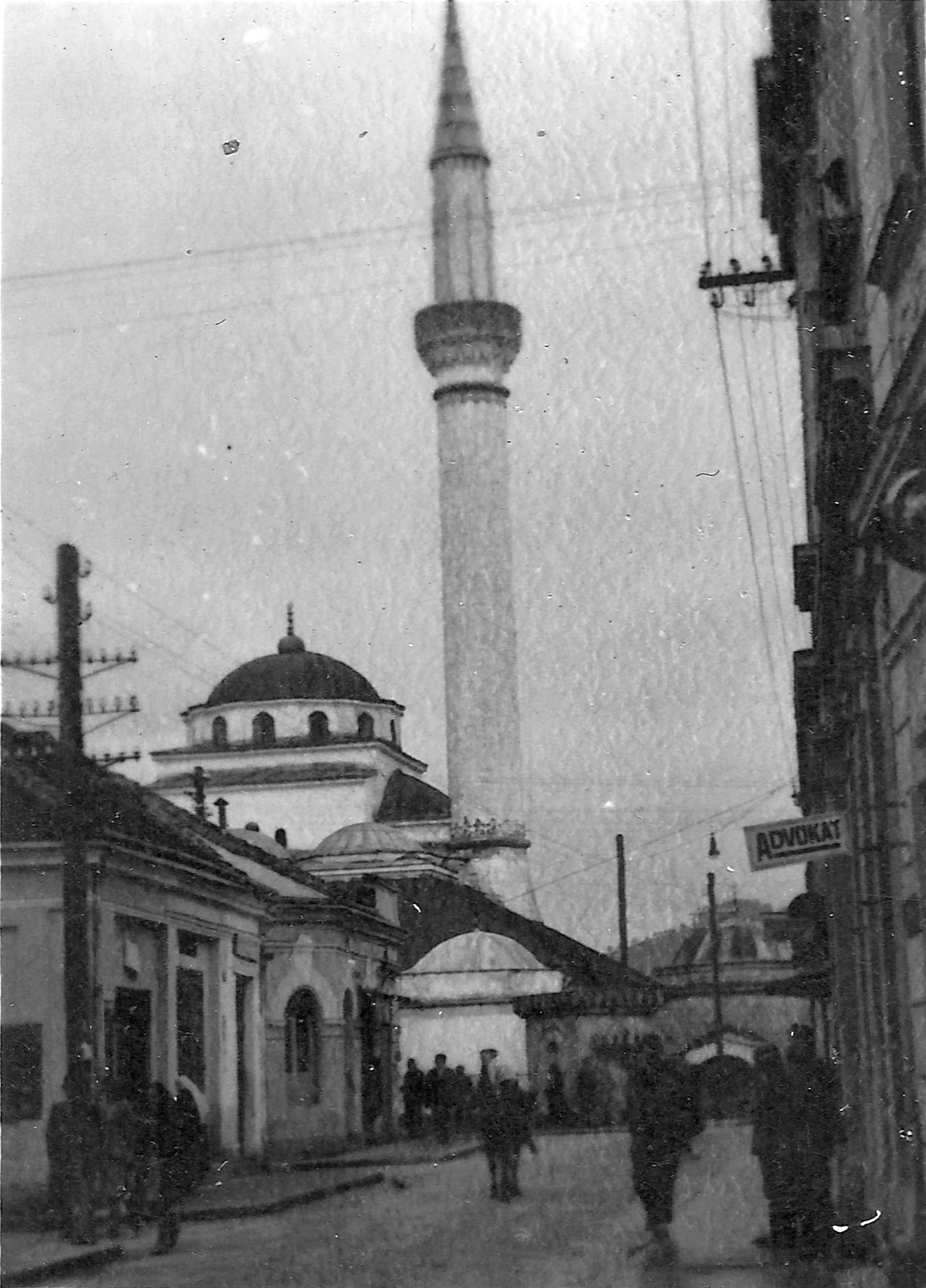
Die Moschee im Jahr 1941

Die Ferhat-Pascha-Moschee (bosnisch Ferhat-pašina džamija), besser bekannt als Ferhadija-Moschee, stand bis zu ihrer Zerstörung 1993 im Zentrum Banja Lukas und war eines der schönsten Beispiele der osmanisch-islamischen Architektur des 16. Jahrhunderts in Bosnien und Herzegowina. Sie wurde wiederaufgebaut und steht unter Denkmalschutz.

## Geschichte
Die Moschee wurde 1579 im klassisch osmanischen-Stil von einem Schüler Sinans erbaut. In Auftrag gegeben wurde der Bau von Ferhad-paša Sokolović, Verwandter des Großwesirs Mehmed-paša Sokolović und erster Beglerbeg des Paschaliks Bosnien, dessen Hauptsitz sich in Banja Luka befand. Dieser hatte bei der Schlacht von Budatschki Wolf Engelbrecht, Sohn des gefallenen Herbard VIII. von Auersperg, gefangen genommen und mit dem Lösegeld in Höhe von 30.000 Gulden den Neubau finanziert, worauf auch die arabische Inschrift anspielt, deren Mittelteil übersetzt lautet: „Mit durstigem Schwert ritzt er seinen heldenhaften Namen in den Marmor. Mit der Kriegsbeute bringt dieser auserwählte Mann Gutes hervor.“
Im Ersten Weltkrieg wurde die Bleiverkleidung als Metallspende eingezogen. Bei der Bombardierung der von Deutschen und Kroaten im Zweiten Weltkrieg besetzten Stadt durch die Alliierten wurde die Moschee im Mai 1944 schwer beschädigt. In den Jahren von 1951 bis 1953 erfolgte daher eine Restaurierung, die 1959 fortgesetzt wurde, als man die Veranda und das Umfeld wiederherstellte. Während des Erdbebens am 26. und 27. Oktober 1969 brach die Spitze des Minaretts oberhalb des Balkons ab. Die nachfolgende Restaurierung dauerte vom Jahr 1972 bis 1975.

### Zerstörung
Die Moschee wurde wie die Arnaudija-Moschee am 7. Mai 1993 durch Sprengstoff teilweise zerstört und anschließend niedergerissen. Der erste Bombenanschlag auf die Moschee erfolgte durch serbische Nationalisten, die zu diesem Zeitpunkt auf stillschweigende Billigung durch die Behörden der Republika Srpska, im Rahmen der von diesen eingeleiteten ethnischen Säuberung zählen konnten. Die nachfolgende vollständige Zerstörung, organisiert durch die Behörden der Republika Srpska, beinhaltete den Abriss des kompletten Ferhadija-Komplexes. Die Überreste landeten auf der städtischen Müllkippe, einige Steinteile und Ornamente wurden zertrümmert und als Aufschüttung verwendet, andere in den Vrbas und einen Stausee entsorgt. Einige Wochen nachdem die Ferhadija zugrunde gerichtet worden war, wurde auch der in der Nähe stehende Uhrturm Sahat-Kula zerstört, das Mausoleum von Ferhad Paşa folgte Ende 1993. Das Areal wurde im Jahr 1995 gepflastert, die Pappeln, die die Stelle der Moschee noch markierten, wurde 1996 gefällt und bei der Ausgrabung der Fundamente wurden Reste der Toten entsorgt. Der eingeebnete Platz wurde später als Parkplatz benutzt. Wegen der Zerstörung der Moscheen wurde der bosnisch-serbische Politiker Radoslav Brđanin vor dem Haager Kriegsverbrechertribunal angeklagt, jedoch konnte ihm in der Berufungsverhandlung keine persönliche Mitschuld in diesem Anklagepunkt nachgewiesen werden.

### Wiederaufbau
Im Jahr 2001 erhielt die Islamische Gemeinschaft Banja Luka (bosnisch Islamska Zajednica Banjaluke) die Bauerlaubnis für die Rekonstruktion der Moschee. Die Wiederaufbaubemühungen lösten am 7. Mai 2001 (genau acht Jahre nach der Zerstörung) Massenunruhen serbischer Nationalisten aus. Etwa 4000 serbische Aufrührer bewarfen eine Gruppe von 300 Bosniaken, die an der Grundsteinlegung zum Wiederaufbau teilnahmen, mit Steinen. Acht von ihnen wurden zur Behandlung in das Krankenhaus von Banja Luka gebracht, ein Mensch starb am 26. Mai 2001 an den Folgen einer Kopfverletzung. NATO-Streitkräfte mussten ausländische Botschafter mit Hubschraubern von der Zeremonie evakuieren, da auch Busse und Autos in Brand gesetzt wurden.
Die Unruhen führten zum Rücktritt des Innenministers der Republika Srpska sowie zum Austausch des Polizeichefs von Banja Luka. Die Grundsteinlegung wurde am 18. Juni 2001 unter scharfen Sicherheitsvorkehrungen erfolgreich durchgeführt, wobei es erneut gewalttätige Gegendemonstrationen gab, bei denen 15 Polizisten verletzt wurden. Neben bosnischen Staatsfonds und privaten Spenden erfolgte die Finanzierung durch Gelder aus der Türkei, weshalb neben Religions- und Staatsvertretern Bosnien und Herzegowinas auch der türkische Ministerpräsident Ahmet Davutoğlu anwesend war. Obwohl schon einige Moscheen, die in Banja Luka in der Zeit des Bosnienkrieges zerstört worden waren, seit 2001 wieder aufgebaut wurden, war der Wiederaufbau der Ferhadija-Moschee aufgrund der Lage im Stadtzentrum besonders umstritten. Weiterhin verzögerte er sich aufgrund von Unstimmigkeiten hinsichtlich der authentischen Rekonstruktion. Diese erfolgte mithilfe von Bauzeichnungen, die Muhamed Hamidovic, Architekturprofessor in Sarajevo, in den 1970er Jahren angefertigt hatte. Vorausgehende Studien zum Wiederaufbau erstellte die Schule für Architektur – Gestaltungs- und Forschungszentrum in Sarajevo. Die Kosten wurden auf 10 Millionen KM (ungefähr 5 Millionen EUR) geschätzt. Am 7. Mai 2016, genau 23 Jahre nach der Sprengung, wurde die Ferhadija-Moschee in Anwesenheit von etwa 10.000 bis 15.000 Menschen wieder eröffnet.

## Besonderheiten
Die Legende besagt, dass Ferhad-Pascha die Bauarbeiter nach der Fertigstellung der Moschee im Minarett einsperren und zum Tode verurteilen ließ, damit sie nie wieder etwas so Schönes erschaffen konnten. Ihnen soll aber eines Nachts die Flucht gelungen sein.
Bereits in den 1950er Jahren wurde die Moschee als Stätte des kulturellen Erbes unter Schutz gestellt. Nach der Zerstörung wurde sie zudem zum „Nationalen Denkmal von Bosnien und Herzegowina“ (lang|bs|Nacionalni spomenik Bosne i Hercegovine) erklärt.
Die Ferhadija-Moschee war eine von sechzehn während des Bosnienkrieges 1992 bis 1995 zerstörten Moscheen in Banja Luka (siehe Liste der Moscheen in Banja Luka). Banja Luka war nicht direkt von Kriegshandlungen betroffen.
Am Tag nach der Sprengung versuchten serbische Polizisten, den geistigen Führer Bedrudin Gušić zur Unterschrift unter ein Geständnis zu zwingen, wonach die Muslime selbst die Moschee gesprengt hätten. Auch die Glas Srpske und der stellvertretende Premierminister der Republika Srpska, Vitomir Popović, verbreiteten diese falsche Behauptung. Die Muslime flohen aus Banja Luka, was laut Simo Drljača, serbischer Polizeichef von Prijedor, das Hauptziel der Zerstörung von religiösen Stätten war. Die Moscheen wurden bei späteren Ausstellungen gezielt aus den historischen Stadtaufnahmen getilgt und zudem aus den städtischen Aufzeichnungen gestrichen. Zahlreiche Einzelpersonen und Gruppen bargen heimlich Fragmente der Moschee und brachten sie nicht nur in Sicherheit, sondern teilweise auch in andere Länder wie Kroatien, Schweden, Deutschland und in die USA. Für die Rekonstruktion der Moschee mussten tausende Steine sortiert und einzelnen Moscheen zugeordnet werden. Am Ende konnten 65 Prozent der Ferhadija aus Originalsteinen erbaut werden.
Allein sechsmal erhielt die Islamische Gemeinschaft die Erlaubnis, die Ferhadija-Moschee wieder aufzubauen, doch jedes Mal wurde diese Erlaubnis von der Regierung der Republika Srpska aufgrund angeblicher Formfehler für ungültig erklärt.
Aufgrund der hohen Bedeutung der Zerstörung der beiden historischen Kuppelmoscheen von Banja Luka wird in Bosnien und Herzegowina mittlerweile der 7. Mai symbolisch als Tag der Moscheen (Dan džamija) gefeiert.

## Baubeschreibung
Das Ensemble umfasste die Moschee selbst, den Innenhof, einen Friedhof, einen Brunnen (Šadrvan) sowie drei Türben. Diese Mausoleen enthielten unter anderem die Gräber von Ferhat-paša Sokolović, seiner Enkelin Safi-kaduna und weiterer Nachfahren. Der zentrale Brunnen, der šadrvan, hatte ein steinernes Becken mit einem schmiedeeisernen Gitter. Eine spätere Ergänzung des Komplexes war der nahegelegene Uhrturm Sahat-Kula. Die Gesamtanlage hatte bescheidene Abmessungen, wie es für derartige Bauten in Bosnien und Herzegowina üblich war. Die Moschee hatte eine Breite von 18 m und war 14 m lang, die Hauptkuppel erreichte eine Höhe von 18 m. Das Minarett war 43 m hoch.